# Methyer

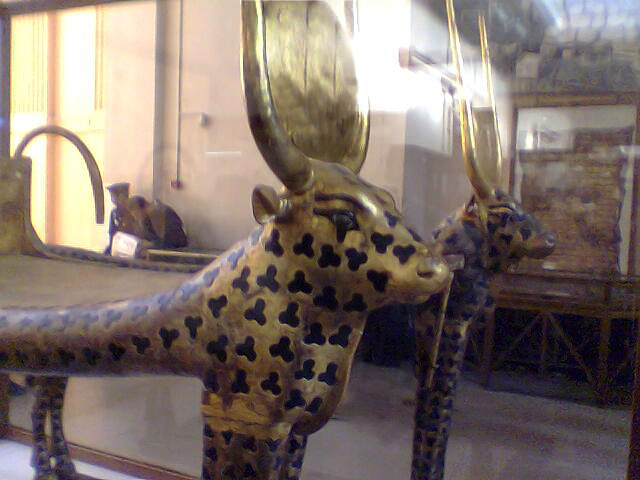
Lit funéraire zoomorphe de Toutânkhamon dont les barrières latérales représentent Mehetouret.

Methyer est le nom que donna Plutarque à la déesse dont le nom égyptien est Mehetouret. 
C'est une déesse maternelle à tête de vache portant la coiffe hathorique. Son nom pouvait signifier « la Grande Nageuse » et elle personnifiait l'océan primordial qui mit naissance à Rê. Elle est assimilée à Neith, Hathor mais aussi Isis.